# Gastrophrynoides borneensis
Gastrophrynoides borneensis är en groddjursart som först beskrevs av George Albert Boulenger 1897.  Gastrophrynoides borneensis ingår i släktet Gastrophrynoides och familjen Microhylidae. IUCN kategoriserar arten globalt som sårbar. Inga underarter finns listade i Catalogue of Life.